# Bessancourt
Bessancourt är en kommun i departementet Val-d'Oise i regionen Île-de-France i norra Frankrike. Kommunen ligger i kantonen Taverny som tillhör arrondissementet Pontoise. År 2022 hade Bessancourt 8 521 invånare.

## Befolkningsutveckling
Antalet invånare i kommunen Bessancourt
| Referens: INSEE |